# 马特奥·贝鲁奇
马特奥·贝鲁奇（義大利語：Matteo Bellucci，1995年12月18日—），意大利男子羽毛球運動員。

## 簡歷
2016年10月，马特奥·贝鲁奇出戰埃塞俄比亞羽毛球國際賽，與法比奥·卡波尼奥合作贏得男子雙打比賽冠軍。同月，他又在聖多明哥羽毛球公開賽，贏得男子單打比賽冠軍。

## 主要比賽成績
只列出曾進入準決賽的國際賽事成績：
| 年份   | 賽事                   | 公開賽級別 | 項目     | 拍檔            | 成績   |
| ------ | ---------------------- | ---------- | -------- | --------------- | ------ |
| 2016年 | 埃塞俄比亞羽毛球國際賽 | 國際系列賽 | 男子單打 | －              | 準決賽 |
| 2016年 | 埃塞俄比亞羽毛球國際賽 | 國際系列賽 | 男子雙打 | 法比奥·卡波尼奥 | 冠軍   |
| 2016年 | 聖多明哥羽毛球公開賽   | 國際系列賽 | 男子單打 | －              | 冠軍   |
| 2016年 | 聖多明哥羽毛球公開賽   | 國際系列賽 | 男子雙打 | 法比奥·卡波尼奥 | 準決賽 |

| 2007-2017年 | 首要超級賽 | 超級賽 | 黃金大獎賽 | 大獎賽 | 國際挑戰賽 | 國際系列賽 | 未來系列賽 | 其他 |

| 2018-2026年 | 總決賽 | 超級1000賽 | 超級750賽 | 超級500賽 | 超級300賽 | 超級100賽 | 國際挑戰賽 | 國際系列賽 | 未來系列賽 | 其他 |